# Benetton Rugby Treviso 2004-2005

## Super 10 2003-04

### Stagione regolare
| Incontro                           | Andata | Ritorno |
| ---------------------------------- | ------ | ------- |
| Benetton Treviso — L’Aquila        | 48-9   | 16-9    |
| Leonessa — Benetton Treviso        | 10-53  | 5-66    |
| Benetton Treviso — Parma           | 33-0   | 42-13   |
| Rovigo — Benetton Treviso          | 19-30  | 7-7     |
| Amatori Catania — Benetton Treviso | 23-30  | 15-35   |
| Benetton Treviso — Petrarca        | 64-13  | 34-26   |
| Calvisano — Benetton Treviso       | 20-23  | 19-15   |
| Benetton Treviso — GRAN Parma      | 47-24  | 57-28   |
| Viadana — Benetton Treviso         | 29-21  | 21-19   |

#### Risultati della stagione regolare
| Posizione | G  | V  | N | P | PF  | PS  | DP   | B  | Pt |
| --------- | -- | -- | - | - | --- | --- | ---- | -- | -- |
| 1ª        | 18 | 14 | 1 | 3 | 640 | 290 | +350 | 12 | 70 |

### Fase finale
| Turno | Incontro                           | Andata | Ritorno |
| ----- | ---------------------------------- | ------ | ------- |
| SF    | Amatori Catania — Benetton Treviso | 20-25  | 21-41   |
| F     | Calvisano — Benetton Treviso       | 25-20  | 25-20   |

## Coppa Italia 2004-05

### Prima fase
| Incontro                    | Risultato |
| --------------------------- | --------- |
| Benetton Treviso — Parma    | 18-17     |
| Benetton Treviso — L’Aquila | 36-23     |
| Leonessa — Benetton Treviso | 19-40     |
| Rovigo — Benetton Treviso   | 16-20     |

#### Risultati della prima fase
| Posizione | G | V | N | P | PF  | PS | DP  | B | Pt |
| --------- | - | - | - | - | --- | -- | --- | - | -- |
| 1ª        | 4 | 4 | 0 | 0 | 144 | 75 | +69 | 2 | 18 |

### Fase finale
| Turno | Incontro                      | Risultato |
| ----- | ----------------------------- | --------- |
| SF    | Benetton Treviso — GRAN Parma | 23-19     |
| F     | Benetton Treviso — Viadana    | 28-24     |

## Heineken Cup 2004-05

### Prima fase
| Incontro                            | Andata | Ritorno |
| ----------------------------------- | ------ | ------- |
| Benetton Treviso — Leinster         | 9-25   | 17-57   |
| Bourgoin-Jallieu — Benetton Treviso | 0-34   | 29-40   |
| Benetton Treviso — Bath             | 29-23  | 7-47    |

#### Risultati della prima fase
| Posizione | G | V | N | P | PF  | PS  | DP  | B | Pt |
| --------- | - | - | - | - | --- | --- | --- | - | -- |
| 3ª        | 6 | 3 | 0 | 3 | 136 | 181 | -45 | 2 | 14 |